# ナッ信仰

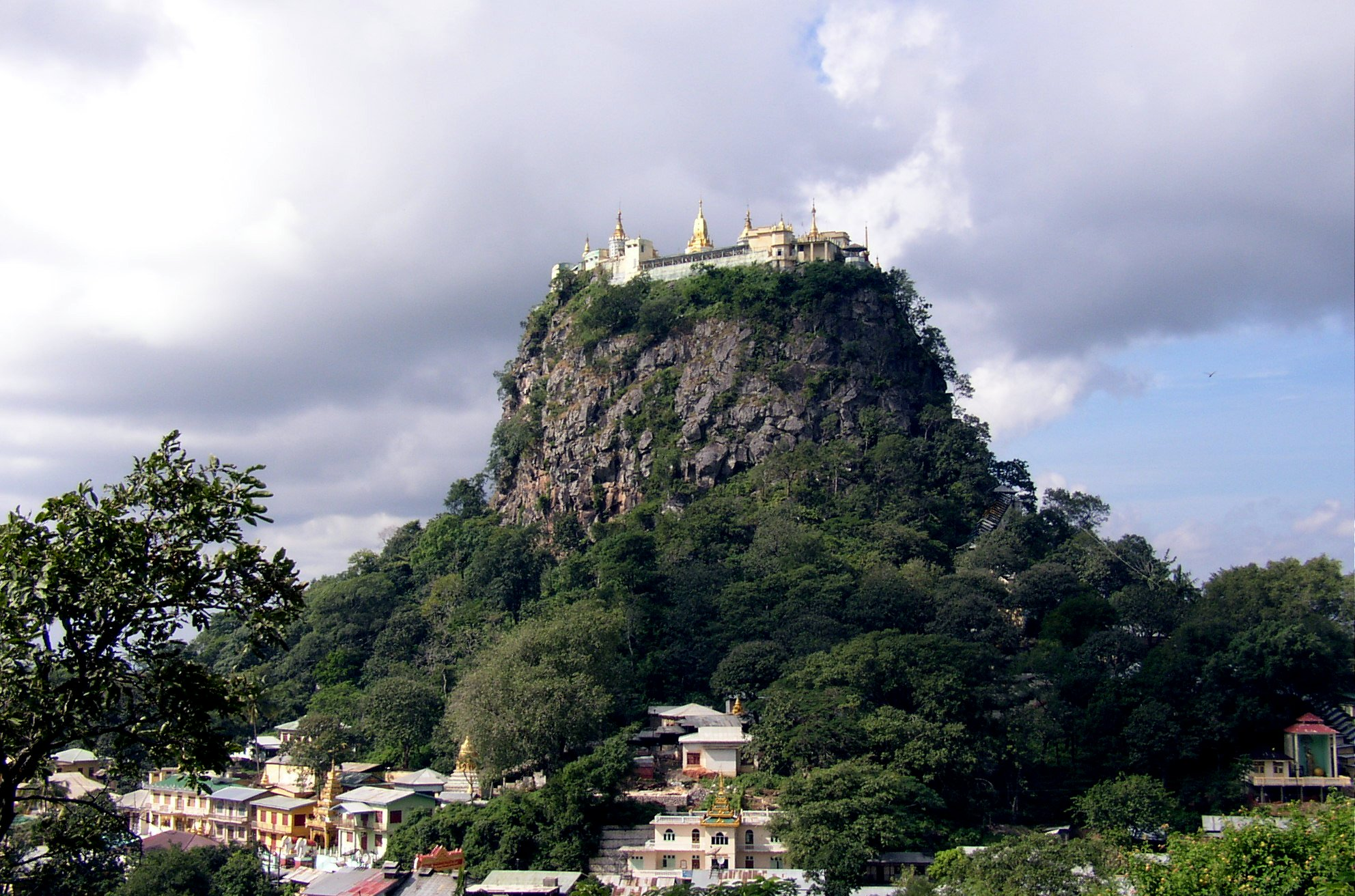
ポッパ山

ナッ信仰（ナッしんこう）は、ミャンマーの民間信仰・土着信仰である。「ナッ」(ビルマ語: နတ်‌; ALA-LC翻字法: natʻ; IPA: /naʔ/) は、精霊、魔神、死霊、祖霊などを表す言葉である。ミャンマーにおいては仏教と並存し、混成の民間信仰を形成している。カチン族、カレン族、シャン族、モン族の間にもナッ信仰と類似するアニミズムが存在する。

## 歴史
信仰の歴史は古く、ビルマ族が同地に王国を形成する以前から存在した。
11世紀にパガン王朝を建国したアノーヤターは各地で信仰されているナッを37柱のパンテオンにまとめ、仏教の守護神であるダジャーミン（ビルマ語: သိကြားမင်း）の下に他のナッを配して仏教の優位性を表した。ナッ信仰の確立には政治的意図が介入し、タトゥン、バガン（パガン）近郊のポウパー山、マンダレー近郊のタウンビョン、シャン高原などのビルマの歴代王朝が重要視した土地がナッ信仰の聖地とされている。ナッの世界の構造はビルマの政治体制に基づくものとなっており、ナッと人間の従属関係はビルマの伝統的な地方支配者と領民の関係に対応しており、政治支配の基盤が領土内の世帯に置かれているように各戸にマハーギーリーが祀られている。人々は祈願成就のためにナッに供え物を奉げる一方で、ナッがもたらす災厄を恐れているが、こうした関係は民衆と政治権力の関係に重ねられる。
ポッパ山は家の守護神であるマハーギーリー（ビルマ語: မဟာဂီရိ）の住処として信仰を集め、ビルマ暦のナドー月（ビルマ語: နတ်တော်）と新年の2回ナップエ（祭礼、精霊儀礼）が行われる。マンダレーの北に位置するタウンビョン村（ビルマ語: တောင်ပြုံးရွာ、IPA: /tàʊmbjóʷN jwà/）はアノーヤターに仕えた二人の兄弟ゆかりの聖地として知られている。タウンビョンでは二兄弟の伝説に由来する祭礼が開かれ、村と周囲には二兄弟と彼らに関係する人間にまつわるパゴダ、祠が建てられている。

## ナッの性質

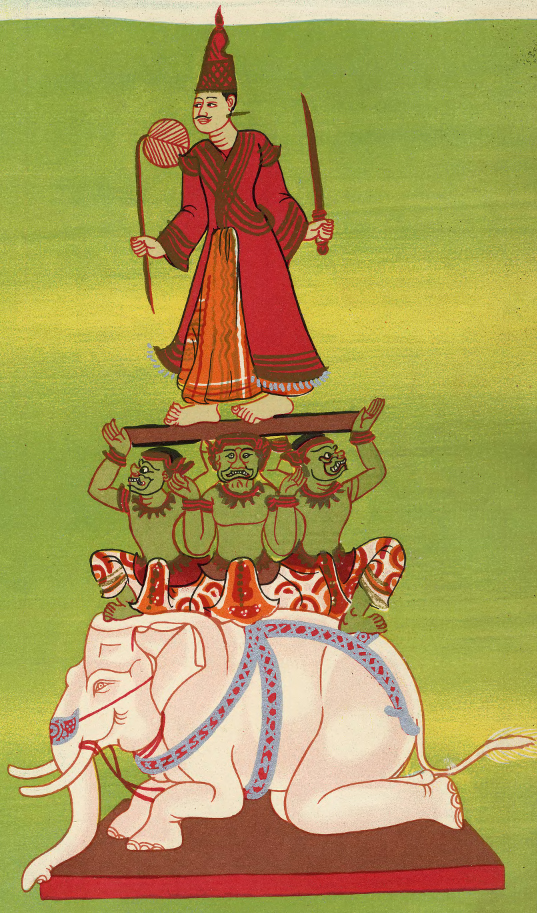
マハーギーリー

ナッは人間の目に映らない存在だとされている。ナッは人間の守護霊でありながら、人々が供え物を怠り禁忌を犯した場合には災厄をもたらし、時には気分次第で不幸を呼び寄せる存在として畏怖されている。ナッの種類には家屋や村落の守護霊のほか、親から継承するものも存在する。ナッが支配下に置いている人間から供え物を受け取る関係はサインと呼ばれ、前の世代の人間が結んでいたサインの関係はヨウヤーナッ（ビルマ語: ရိုးရာနတ်、IPA: /jójà naʔ/; 血筋によるナッ）として子孫に継承される。
ナッの神格は自然物に宿るものから擬人化されて個性を与えられたものまで多岐にわたり、非業の死を遂げた人物の中にはナッとして祀られた者が多い。権力者への反逆の結果非業の死を遂げた人物の伝説を祭礼で再現することは支配権力への反抗の結果を人々に知らしめるとともに、反抗の象徴的表現を認めることで権力者や支配への不満を和らげる効果もあった。
ミャンマーの寺院には多くのナッの像が置かれており、中でも37柱のナッが重要視されている。初期のナッのパンテオンには36柱のナッの頂点にマハーギーリーが置かれていたが、36という数字は世界を4、もしくは4の倍数に分割するヒンドゥー教・仏教の世界観に基づくと言われている。アノーヤターは仏教の帝釈天・ヒンドゥー教のインドラに相当するダジャーミンを36のナッの上に置いてナッ信仰が仏教の下位にあることを示した上で信仰を認め、37柱のナッの像をシュエズィーゴン・パゴダに置き、ナッが仏教を守護する存在であることを表した。パンテオンを構成する37柱のナッは時代・地域・ナッのリストを編纂する人間によって異なり、37柱のナッのリストの編纂は王朝時代から続けられている。1820年にコンバウン王朝の宮廷で作成されたリストのナッはダジャーミンを除いて全て非業の死を遂げた人間の死霊で、うち15体はアヴァ王朝、タウングー王朝の人物だった。16世紀までは37柱に含まれるナッの交代がたびたび行われていたが、王権の介入が強まる17世紀以降、新規のナッが37柱に編入される現象は見られなくなる。
家の守護神であるマハーギーリーは、王によって火刑に処されたタガウン王国の鍛冶屋と彼の後を追って火に飛び込んだ妹の精霊であり、パガン王アノーヤターによって土着のナッの頂点に据えられた。パガン王朝の成立前にはエインサウン・ナッというナッが家の守護神とされていたが、アノーヤターによる宗教改革によってマハーギーリーが各家庭で祀られるようになった結果、二つの神は同一視されるようになったと言われている。家の南東の柱には赤い布を被せたココヤシが吊り下げられていることがあるが、これは家のナッへの供え物、家のナッの住処、家のナッの象徴を兼ねている。家内のナッを祀る棚は仏陀を祀る棚の下に置かれるが、これはミャンマーでは仏教がナッ信仰の上位に置かれているためである。
村の守護神であるイワソーン・ナッは村の外れで祀られ、穀物の神ナジーと土地神ブマディは収穫の直前に行われる祭りの主神とされている。村の守護神の支配領域は村落内に限られており、ミャンマーの人間は遠出をする時には自分の土地のナッを鎮撫するためにフトモモの木の枝を乗り物に括り付けることがある。田植えの時期には田のナッと土地のナッに供え物が奉げられ、雨乞いの時には雨のナッ（テイン・ナッ）を興奮させるために綱引きが行われる。

## ナッと人間の関係

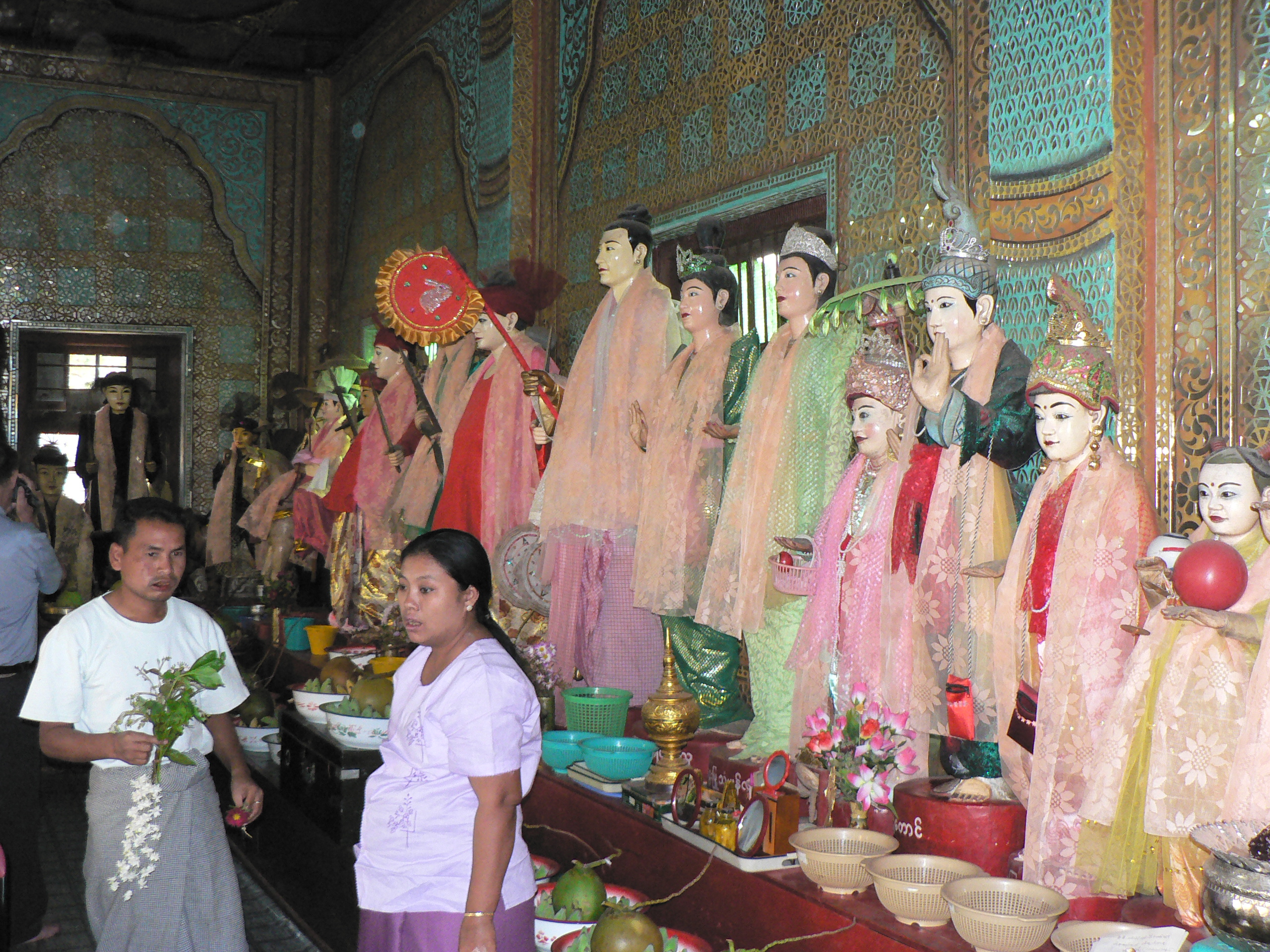
ポウパー山の寺院に置かれたナッの像

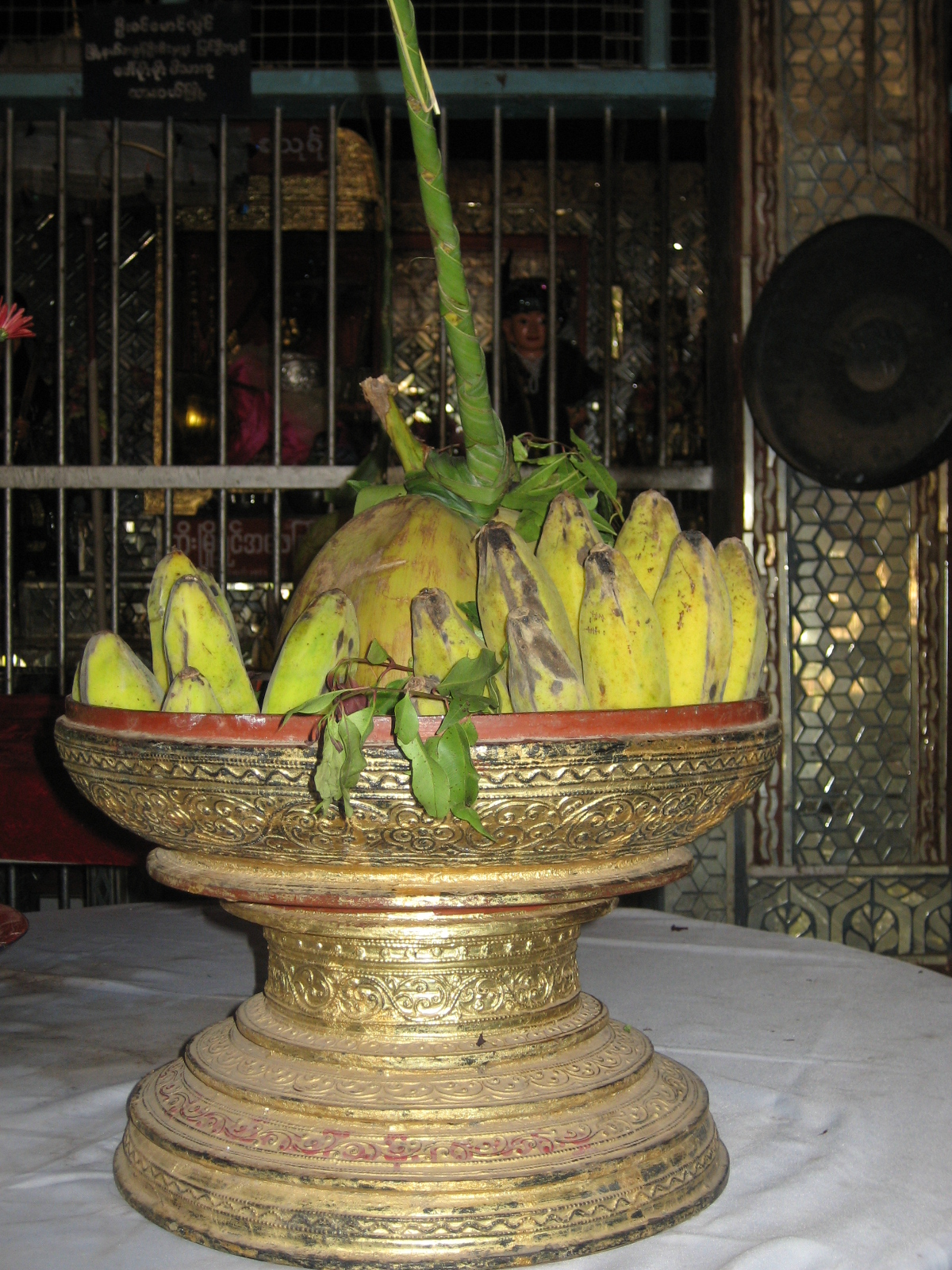
ナッの祠に奉げられた供え物

ナッ信仰の信者の中には富裕層、高学歴者、社会的地位の高い人間も見られ、仏教徒だけでなくキリスト教徒やイスラム教徒の中にもナッを信仰する人間がいる。一方でナッは一種の前近代性の象徴と見なされることもあり、都市部の知識人の中には家の守護霊のナッを祀らないものも多い。また、信じているとも信じていないとも断言できないと言う人もいる。ミャンマーにおいては日常生活でナッの話題が出ることは多くなく、ナッの種類や名称、人間とナッの位置づけについて詳細な知識を持った人間も少ないと言われ、霊的存在全般を語るときに「ナッ」の言葉が使われることが多い。ナッ信仰に消極的な人間が多い理由として、保守的かつ敬虔な仏教徒はブッダを除いた超自然的存在であるナッを敬遠し、狂騒的な祭礼を忌避することなどが挙げられている。仏教的な世界観では涅槃に到達する近さは僧侶、男性、ナッ、女性の順であり、男性は位の低いナッに関わるべきではないとされ、祠に供え物をするのは女性の役割となっている。
命名式、結婚式、葬式などの非仏教的なビルマ土着の風習を起源とする通過儀礼では、当事者のナッ（コーサウン・ナッ、あるいはミザイン・パザイン・ナッと呼ばれる）が供養される。
ナッを祀る祭礼であるナップエ（ビルマ語: နတ်ပွဲ、IPA: /naʔpwɛ́/ ナップウェー）は、ミャンマー各地から多くの信者やナッカドーが集まるものから、家の守護霊を祀る棚の壺に草花を奉げるものまで様々な規模のものがある。豊作祈願、旅行安全が伝統的なナップエの目的だが、都市部では病根退散、商売繁盛といった現世利益を追求するナップエも開催されている。農村部の祭礼は小規模で簡素なものである一方都市部では熱狂的な祭礼が開かれており、ナッ信仰の聖地のひとつタウンビョンで行われるナップエはミャンマーで最大の規模を有する。個人の依頼によって行われるナップエは民家の軒先に建てられた仮小屋や町の建物の一階部分で開かれる。建物の奥にはいくつものナッの像が並べられ、サインワイン（ビルマ語: ဆိုင်းဝိုင်း）と呼ばれる伝統的なビルマ音楽が鳴らされる中でナッカドーと呼ばれる霊媒者が踊り続ける。時には信者や見物人も踊りに参加し、踊りの合間には札束がばらまかれる。ばらまく札束の金額が多いほどより多くの利益が得られると考えられており、ばらまかれた紙幣は縁起物と見なされている。祈祷によって願望が成就した際には、供え物やナップエの開催などのナッへの相応の返礼が求められる。こうした点から、ナップエは経済的に成功した人間の利益の再分配、人間関係の構築といった役割を持っていることが指摘されている。
ナップエにおいてはナッカドー（ビルマ語: နတ်ကတော်、IPA: /naʔɡədɔ̀/ ナッガドー;「ナッの妻」の意）と呼ばれる踊り手が人間とナッの仲介役を果たし、普段都市部に住む職業的ナッカドーたちは顧客が開く祭礼に参加する。職業的ナッカドーの有力な顧客には役人・軍人・商人の妻や俳優、踊り手が多いと言われ、彼らは夫の無事や昇進、自らの出世を祈願する。ナッカドーにはメインマシャー（ビルマ語: မိန်းမလျာ、IPA: /méʲmma̰ɕà/）と呼ばれる「ニューハーフ」に相当する人々が多い。一人前のナッカドーになるには他のナッカドーに弟子入りして踊りを習得した後、特定のナッと結婚式を挙げなければならないとされている。祭礼の中でナッカドーは瓶の中の酒を飲み干し、あるいは煙草を吸いながら踊り、興奮が高まると口の中にロウソクの火を入れることもある。ナッカドーが踊っている間、彼らの中にナッが入り込んだ状態になり、信者は踊りの合間にナッカドーの中のナッに相談を持ちかける。ナッカドーはナッオウッと呼ばれる祭礼の先導役によって統率され、ナッオウッは祭礼の場以外でもナッカドーに影響力を行使する。